# 約翰·奧斯丁
约翰·奥斯丁（英語： 1790年3月3日—1859年12月1日）英国法律理论家，以对法理学的分析方法和法律实证主义的理论影响了英美法律。奥斯丁反对传统“自然法”的方法，认为法律与道德之间没有任何联系。他称可以并且应该以经验和无价值的方式研究人类法律制度。